# Taça Brasil de Futsal
La Taça Brasil de Futsal es un campeonato de futsal de Brasil. Es una de las competiciones más tradicionales de la Confederación Brasileña de Futsal (CBFS). El campeonato, que reúne a los representantes de los Estados (en su mayoría absoluta los campeones), ya fue conquistado por los principales clubes del país.
Actualmente hay un sistema de ascenso y descenso, con tres divisiones (Especial, 1ª y 2ª), aunque los clubes no tienen plaza asegurada cada año. Así, el descenso o ascenso se da en relación con la plaza de determinado Estado, que generalmente indica su campeón estatal para la disputa. Este sistema de divisiones fue implantado en la edición de 2010. Hasta 2009 había una fase eliminatoria dividida por regiones, en que los campeones de 7 grupos se juntaban al equipo de la ciudad sede.
La elite de la Taça Brasil actualmente reúne, además del representante de la ciudad sede, más nueve campeones estatales, totalizando 10 equipos. En las otras dos divisiones, además de los equipos de las ciudades sede, otros nueve campeones o representantes de los Estados restantes. En la edición de 2011, los únicos estados que no indicaron participantes, para la tercera división, fueron el Espírito Santo y Paraíba (que ya no había indicado representante en 2010).
La primera edición fue disputada en 1968, en Lages (SC), y el campeón fue el Carioca (RJ), con el Palmeiras (SP) quedando con el 2º lugar.

## Palmarés[1]
| Año  | Sede              | Campeón             | Subcampeón           |
| ---- | ----------------- | ------------------- | -------------------- |
| 1968 | Lages             | Carioca             | Palmeiras            |
| 1970 | Natal             | Palmeiras           | América-RN           |
| 1972 | Recife            | Sumov               | Astória              |
| 1974 | Brasília          | Corinthians         | Grajaú               |
| 1976 | Cuiabá            | Náutico             | Vargas Filho         |
| 1978 | Londrina          | Sumov               | Cassino Bangu        |
| 1980 | Natal             | Sumov               | Monte Sinai          |
| 1981 | Cuiabá            | Monte Sinai         | Corinthians          |
| 1982 | Fortaleza         | Sumov               | Huracán              |
| 1983 | São Paulo         | Vasco da Gama       | Gercan               |
| 1984 | Río de Janeiro    | Atlântica Boa Vista | Caixa Econômica      |
| 1985 | Fortaleza         | Atlético Mineiro    | Atlântica Boa Vista  |
| 1986 | Curitiba          | Sumov               | Bradesco             |
| 1987 | São Paulo         | Perdigão            | Transbrasil          |
| 1988 | Caxias do Sul     | Água Branca         | Tigre                |
| 1989 | Río de Janeiro    | Enxuta              | Bradesco             |
| 1990 | Videira           | Perdigão            | Votorantim           |
| 1991 | Belo Horizonte    | Banfort             | Sadia                |
| 1992 | Arapoti           | Banespa             | Banfort              |
| 1993 | Cuiabá            | Inpacel             | Sadia                |
| 1994 | Natal             | Inpacel             | Enxuta               |
| 1995 | Natal             | Enxuta              | Sumov                |
| 1996 | Caxias do Sul     | Enxuta              | Vasco da Gama        |
| 1997 | Recife            | Banespa             | Sumov                |
| 1998 | Foz do Iguaçu     | GM/Chevrolet        | Tio Sam              |
| 1999 | Río de Janeiro    | Internacional       | Vasco da Gama        |
| 2000 | Río de Janeiro    | Vasco da Gama       | São Paulo/Osasco     |
| 2001 | Fortaleza         | Carlos Barbosa      | Sumov                |
| 2002 | Carlos Barbosa    | Minas Tênis Clube   | Banespa              |
| 2003 | Jaraguá do Sul    | Malwee/Jaraguá      | Anjo Química         |
| 2004 | Goiânia           | Malwee/Jaraguá      | Carlos Barbosa       |
| 2005 | Carlos Barbosa    | Malwee/Jaraguá      | Banespa              |
| 2006 | Natal             | Malwee/Jaraguá      | ABC/UnP/Art&C Futsal |
| 2007 | Teresópolis       | Malwee/Jaraguá      | Petrópolis           |
| 2008 | Jaraguá do Sul    | Malwee/Jaraguá      | São José             |
| 2009 | Cascavel          | Carlos Barbosa      | Tigre/Natto          |
| 2010 | Jaraguá do Sul    | Corinthians         | Carlos Barbosa       |
| 2011 | Orlândia          | Krona Joinville     | Intelli/Orlândia     |
| 2012 | Joinville         | Minas Tênis Clube   | Krona Joinville      |
| 2013 | Erechim           | Atlântico Erechim   | Krona Joinville      |
| 2014 | Crateús           | Crateús             | Krona Joinville      |
| 2015 | Jaraguá do Sul    | Pericó/Jaraguá      | Brasil Kirin         |
| 2016 | Carlos Barbosa    | Carlos Barbosa      | Assoeva              |
| 2017 | Francisco Beltrão | Krona Joinville     | Atlântico Erechim    |
| 2018 | Erechim           | Pato Futsal         | Atlântico Erechim    |
| 2019 | Erechim           | Atlântico Erechim   | Carlos Barbosa       |
| 2020 | Tubarão           | Minas               | Foz Cataratas        |
| 2021 | Dourados          | Magnus Futsal       | Joinville            |
| 2022 | Joinville         | Joinville           | Magnus Futsal        |
| 2023 | Pato Branco       | Praia Clube         | Pato Futsal          |

## Títulos por equipe
| Clube                | Títulos |
| -------------------- | ------- |
| Jaraguá Futsal / ADJ | 7       |
| Sumov                | 6       |
| Enxuta               | 3       |
| Minas Tênis Clube    | 3       |
| Carlos Barbosa       | 3       |
| Krona/Joinville      | 3       |
| Banespa              | 2       |
| Corinthians          | 2       |
| Inpacel              | 2       |
| Perdigão             | 2       |
| Atlântico Erechim    | 2       |
| Vasco da Gama        | 2       |
| Água Branca          | 1       |
| Atlântica Boa Vista  | 1       |
| Atlético Mineiro     | 1       |
| Banfort              | 1       |
| Carioca              | 1       |
| GM/Chevrolet         | 1       |
| Internacional        | 1       |
| Monte Sinai          | 1       |
| Náutico              | 1       |
| Palmeiras            | 1       |
| Crateús              | 1       |
| Pato Futsal          | 1       |
| Magnus Futsal        | 1       |
| Praia Clube          | 1       |

## Títulos por estado
| Estado             | Títulos |
| ------------------ | ------- |
| Santa Catarina     | 12      |
| Ceará              | 8       |
| Río Grande del Sur | 8       |
| São Paulo          | 8       |
| Río de Janeiro     | 5       |
| Minas Gerais       | 4       |
| Paraná             | 2       |
| Pernambuco         | 1       |